# Ginnastica ritmica ai Giochi della XXIX Olimpiade - Concorso a squadre

## Finale
| Posizione | Paese       | Atlete                                                                                                   | 5 corde              | 3 cerchi, 2 clave    | Totale |
| --------- | ----------- | --- | -------------------- | -------------------- | ------ |
| 1         | Russia      | Margarita Alijčuk Anna Gavrilenko Tat'jana Gorbunova Elena Posevina Darja Škurichina Natalja Zueva       | 17.750 (1)           | 17.800 (1)           | 35.550 |
| 2         | Cina        | Cai Tongtong Chou Tao Lü Yuanyang Sui Jianshuang Sun Dan Zhang Shuo                                      | 17.575 (3)           | 17.650 (2)           | 35.225 |
| 3         | Bielorussia | Alesja Babuškina Anastasija Ivan'kova Zinaida Lunina Hlafira Marcinovič Ksenija Sankovič Alina Tumilovič | 17.625 (2)           | 17.275 (4) pen: 0.20 | 34.900 |
| 4         | Italia      | Elisa Blanchi Fabrizia D'Ottavio Marinella Falca Daniela Masseroni Elisa Santoni Anželika Savrajuk       | 17.000 (4)           | 17.425 (3)           | 34.425 |
| 5         | Bulgaria    | Cveta Kuseva Jolita Manolova Zornica Marinova Maja Paunovska Joanna Tančeva Tatjana Tongova              | 16.750 (5) pen: 0.20 | 16.800 (5) pen: 0.20 | 33.550 |
| 6         | Israele     | Ilena Dvornichenko Katerina Pisetsky Maria Savenkov Rahel Vigdozchik Veronika Vitenberg                  | 16.050 (7) pen: 0.05 | 16.050 (6)           | 32.100 |
| 7         | Azerbaigian | Anna Bitieva Dina Gorina Vafa Huseynova Anastasiya Prasolova Alina Trepina Valeriya Yegay                | 16.075 (6)           | 15.500 (7) pen: 0.05 | 31.575 |
| 8         | Ucraina     | Krystyna Čerepenyna Olena Dmytrash Alyna Maksymenko Vera Peredryj Julyja Slobodjan Vyktoryja Zubčenko    | 15.975 (8)           | 15.125 (8) pen: 0.40 | 31.100 |